# Mozart: 33. szimfónia
A 319-es Köchel-jegyzékszámú No. 33-as B-dúr szimfónia Wolfgang Amadeus Mozart négytételes opusza. Az 1779-ben, Salzburgban komponált szimfónia, melyet július 9-ére datálnak, eredetileg háromtételes volt, akárcsak a vele egy időben keletkezett 32., G-dúr és 34., C-dúr szimfóniák – nyilván a salzburgi ízlésnek megfelelően. Később – valószínűleg 1782-ben, Bécsben – írta hozzá Mozart a Menüettet.
A harmadik tétel keletkezésével kapcsolatban viszont a legfrissebb, Alan Tyson féle elmélet szerint nem keletkezhetett 1783-nál előbb.
A mű, amely 1785-ben nyomtatásban is megjelent, mint az op. 7-es sorozat második darabja, Mozart néhány egyházi kompozíciójának – többek között az ún. Koronázási misének – és a Thamos, egyiptom királya című Gebler-dráma teljes kísérőzenéjének szomszédságában keletkezett.
Az is érdekesség még, hogy az első kiadásban (Artaria, 1785) szerepelt a Menüett és a Trio. 1786 augusztusában donauschingeni Fürstenberg hercegnek küldött másolat nem tartalmazta a tételeket.

## Tételek

### Allegro assai
Az első tételnek van egyfajta idillikus zsánerképe, amelynek évődő hangulatába – Albert Hermann szavával élve – hívatlan liturgikus vendégként próbál az F-dúr mise Credójának egy részlete belopakodni, a kedélyes szórakozást azonban ez sem zavarhatja meg.

### Andante moderato
A lassú tétel mindkét témája a kor zenei nyelvezetével tökéletesen egyezik. A másodikat Giovanni Paisiello zeneszerzőtől származik, és más műveiben is megjelenik.

### Menuetto
A Menüett későbbi keletkezését választékos hangszerelése is elárulja, itt azonban erőteljes, sőt, olykor zord hangulat uralkodik.

### Finale. Allegro assai
„A finálé tobzódó vidámsága mozgalmas népünnepélyre emlékeztet, amelynek során a falusi muzsikusok is felvonulnak.” – így jellemzi Pándi Marianne ezt a tételt.

## Külső hivatkozások
- K319 When Were the Minuet and Trio to this Symphony Written? – Dennis Pajot írása a Mozart Forumon